# Caracal-Pistole
Caracal F und die kompakte Version Caracal C sind Selbstladepistolen im Kaliber 9 × 19 mm der Firma Caracal International aus Abu Dhabi in den Vereinigten Arabischen Emiraten und dienen bei den Streitkräften des Landes als Ordonnanzwaffe. Sie wurde 2007 erstmals auf der Waffenmesse IDEX in Abu Dhabi vorgestellt. Ihren Namen haben die Firma und die Pistole vom Wüstenluchs Caracal.

## Übersicht
Die hammerlose Caracal-Pistole ist eine Entwicklung des österreichischen Handfeuerwaffenkonstrukteurs Wilhelm Bubits, welcher auch an der Entwicklung der Steyr M Pistole beteiligt war. Die Caracal verfügt über eine sehr niedrige Visierlinie. Die Pistole ist mit sehr wenigen Einzelteilen konstruiert worden, insgesamt besteht sie aus 28 Teilen, wobei keine Schrauben verwendet werden. Die Caracal kann sehr schnell in ihre Baugruppen zerlegt werden. Die fünf Hauptbaugruppen sind Lauf, Schlitten, Rahmen, Schlagbolzeneinheit und Abzugseinheit. Caracal-Pistolen sind aufgrund ihrer Polymerbauteile leichter als vergleichbare Waffen mit Stahlrahmen, leer wiegt die Caracal F nur 750 Gramm. Die Pistole hat ein intuitives Sicherungskonzept: Neben einer Abzugssicherung (geteiltes Abzugszüngel ähnlich Glock 17 oder Steyr M Pistole) verfügt die Caracal-Pistole über eine interne und automatische Fall- und Schlagbolzensicherung. Die wehrtechnische Dienststelle für Waffen und Munition in Meppen (WTD 91) im Bundesamt für Wehrtechnik und Beschaffung hat die Caracal-Pistole 2006 zertifiziert.

## Deutsche Fertigungslinie
Seit 2011 werden die Caracal-Pistolen nicht nur in Abu Dhabi, sondern auch in Deutschland hergestellt und in ganz Europa als Polizei- und Sportwaffen sowie an Sondereinheiten vertrieben. Die Caracal GmbH mit Sitz in Suhl, Thüringen ist eine Tochtergesellschaft der Merkel Jagd- & Sportwaffen GmbH im Verbund der Suhl Arms Alliance. Sie stellt für die deutsche Fertigungslinie die Komponenten Schlitten (Verschluss) und Lauf selbst her, die restlichen Komponenten stammen aus Abu Dhabi bzw. internationalen Zulieferern.

## Modellvarianten
| Variante   | Gesamtlänge mm | Lauflänge mm | Höhe mm | Breite mm | Gewicht g | Kaliber   | Max. Magazinfüllung      |
| ---------- | -------------- | ------------ | ------- | --------- | --------- | --------- | ------------------------ |
| Caracal F  | 178            | 104          | 135     | 28        | 750       | 9 × 19 mm | 18 Schuss                |
| Caracal F  | 178            | 104          | 135     | 28        | 750       | 9 × 21 mm | 18 Schuss                |
| Caracal F  | 178            | 104          | 135     | 28        | 750       | .357 SIG  | 16 Schuss                |
| Caracal F  | 178            | 104          | 135     | 28        | 750       | .40 S&W   | 16 Schuss                |
| Caracal C  | 169            | 93           | 122     | 28        | 700       | 9 × 19 mm | 15 Schuss                |
| Caracal C  | 169            | 93           | 122     | 28        | 700       | 9 × 21 mm | 15 Schuss                |
| Caracal C  | 169            | 93           | 122     | 28        | 700       | .357 SIG  | 13 Schuss                |
| Caracal C  | 169            | 93           | 122     | 28        | 700       | .40 S&W   | 13 Schuss                |
| Caracal SC | 160            | 86           | 112     | 23,5      | 650       | 9 × 19 mm | 13 Schuss (15/18 Schuss) |
| Caracal SC | 160            | 86           | 112     | 23,5      | 650       | 9 × 21 mm | 13 Schuss (15/18 Schuss) |
| 1. 2.      |                |              |         |           |           |           |                          |